# Daniel el Travieso (película de 1993)
Dennis the Menace (Daniel el Travieso en español) es una película estadounidense de comedia del año 1993, protagonizada por Walter Matthau y Mason Gamble. La película se basa en la tira cómica Daniel el Travieso, respetando el estilo de las viñetas y los diversos personajes.

## Argumento
Daniel Mitchell pasea en su bicicleta llegando a la casa de su vecino el señor Wilson (Walter Matthau), el cual finge dormir. Daniel intenta darle unas pastillas pensando que se encuentra enfermo, pero después de eso sorprende a Daniel y luego llama por teléfono a su casa para reclamar la travesura que este hizo. Más tarde Alice, la madre de Daniel, le lleva a casa de Margaret, una amiga de Daniel, donde también se encuentra con su amigo Joey, y después los tres se van al bosque donde ven una casa del árbol que piensan pintar para que esta sea un lugar de diversión. Más tarde llega a la ciudad el siniestro ladrón Switchblade Sam (Christopher Lloyd). Cuando Margaret, Daniel y Joey llegan al bosque suben a la casa del árbol y empiezan a ponerle los clavos mientras el villano ve la muñeca de Margaret y luego se la roba. Después de eso Margaret empieza a notar que alguien le robó su muñeca. Más tarde cuando el ladrón ve a un niño le quita la manzana y se la roba. Luego Daniel va a por pintura en su casa pero al ver su resortera intenta agarrarla pero se cae la pintura, de ahí lo limpia con una aspiradora mientras que el señor Wilson hace una parrillada pero Daniel presiona el botón de out y la pintura cae en la carne de la parrilla del señor Wilson. Justo entonces entra la niñera Polly (Natasha Lyonne) para cuidar a Daniel y luego entra su novio Mickey (Devin Ratray) y le da un baño para que se duerma. Justo esa noche el señor Wilson entra al patio de Daniel para ver si fue su culpa lo de la carne, pero mientras Polly y Mickey se besuquean Daniel toca el timbre para luego irse y por eso Mickey pone un filo para que cuando toquen el timbre se claven con el filo: Daniel iba a a volver a tocar el timbre pero vio el filo y solo se fue a su casa, pero el señor Wilson tocó el timbre y se pinchó el dedo y Polly y Mickey le tiran harina y agua. El señor Wilson vuelve a su casa muy molesto.
El señor Wilson gana un concurso de jardinería y en la ciudad suceden varios robos de Switchblade Sam pero los dos padres de Daniel se van de viaje por trabajo y deciden dejar a Daniel en casa del señor Wilson, algo que a él le desagrada.
Lo malo es que los padres de Daniel van a tener que volver el día después del concurso de jardinería del Señor Wilson. Y en plena noche en la que iba a florecer la orquídea, Switchblade Sam roba en la casa del señor Wilson y Daniel avisó en mal momento, pues hizo que ni el señor Wilson ni nadie pudiera ver a su orquídea florecer. El señor Wilson regaña a Daniel, lo cual hace que a Daniel se le rompa el corazón y huya de la ciudad.
Mientras Daniel huye se encuentra a Switchblade Sam. Ambos hablan y Sam planea tomarlo de rehén y escapar en un tren, pero accidentalmente Daniel golpea y quema los pantalones de Sam haciendo que él se enfade y lo intenta atar, pero Daniel se zafa y ata bien fuerte a Sam, y al tratar de liberarlo la llave de las esposas se cae al caldero de frijoles de Sam. Mientras toda la ciudad busca a Daniel, incluido el señor Wilson, Daniel decide darle de comer los frijoles a Sam para encontrar la llave, pero al comérselas todas Daniel se da cuenta de que Sam se tragó la llave. Daniel lo quema por accidente, pero Switchblade Sam se libera de las ataduras menos de las esposas, pero cae al agua, el tren se escapa y Sam termina noqueado.
Al día siguiente Daniel vuelve a la ciudad con Switchblade Sam capturado y el señor Wilson le abraza con alegría mientras Daniel le devuelve lo que Sam le robó. Todos los amigos de Daniel se alegran de verle, y Sam es llevado por la policía. El señor Wilson decide ser más tolerante con Daniel, hasta que mientras Daniel está cocinando un malvavisco se lo lanza accidentalmente con fuego al señor Wilson en la cabeza.
En la escena poscréditos se ve que Daniel es expulsado de la guardería por sus travesuras y por accidente hace fotocopiar la cara de una mujer, y Daniel huye viendo que ha vuelto a meter la pata.

## Fechas de estreno
| \| País \| Fecha de estreno \| \| -------------- \| ----------------------------- \| \| Estados Unidos \| Viernes 25 de junio de 1993 \| \| Puerto Rico \| Jueves 1 de julio de 1993 \| \| Uruguay \| Viernes 2 de julio de 1993 \| \| Argentina \| Jueves 8 de julio de 1993 \| \| Chile \| Jueves 8 de julio de 1993 \| \| Colombia \| Jueves 8 de julio de 1993 \| \| Brasil \| Viernes 9 de julio de 1993 \| \| México \| Viernes 9 de julio de 1993 \| \| Panamá \| Viernes 9 de julio de 1993 \| \| Venezuela \| Miércoles 14 de julio de 1993 \| \| Bolivia \| Jueves 15 de julio de 1993 \| \| Perú \| Jueves 22 de julio de 1993 \| \| España \| Viernes 6 de agosto de 1993 \| |                               |
| País | Fecha de estreno              |
| Estados Unidos | Viernes 25 de junio de 1993   |
| Puerto Rico | Jueves 1 de julio de 1993     |
| Uruguay | Viernes 2 de julio de 1993    |
| Argentina | Jueves 8 de julio de 1993     |
| Chile | Jueves 8 de julio de 1993     |
| Colombia | Jueves 8 de julio de 1993     |
| Brasil | Viernes 9 de julio de 1993    |
| México | Viernes 9 de julio de 1993    |
| Panamá | Viernes 9 de julio de 1993    |
| Venezuela | Miércoles 14 de julio de 1993 |
| Bolivia | Jueves 15 de julio de 1993    |
| Perú | Jueves 22 de julio de 1993    |
| España | Viernes 6 de agosto de 1993   |

## Reparto
- Walter Matthau como George Wilson.
- Mason Gamble como Daniel Mitchell.
- Joan Plowright como Martha Wilson.
- Christopher Lloyd como Switchblade Sam.
- Robert Stanton como Henry Mitchell.
- Lea Thompson como Alice Mitchell.
- Amy Sakasitz como Margaret Wade.
- Kellen Hathaway como Joey.
- Paul Winfield como el policía.
- Natasha Lyonne como Polly.
- Devin Ratray como Mickey.